# ベラドル・アブドゥライモフ
ベラドル・ハサノヴィチ・アブドゥライモフ (ラテン文字:Berador Khasanovich Abduraimov、ロシア語: Берадор Хасанович Абдураимов、1943年5月14日 - ) は、ウズベク・ソビエト社会主義共和国・タシュケント出身の元プロサッカー選手、サッカー指導者である。現役時代のポジションはFW。ウズベク人として初めてソビエト連邦サッカーリーグ1部の得点王を獲得した人物であり、ウズベキスタンで最も有名なサッカー選手である。「ベラダル・アブドゥライモフ」と表記されることもある。

## キャリア
アブドゥライモフは1959年にウズベキスタンのユースサッカーチームでそのキャリアを開始する。1959年、彼は当時ソビエト連邦サッカーリーグ1部に所属していたパフタコールでプレーするようになる。1962年、アブドゥライモフは19歳にしてスポーツマスターとなる。パフタコールは1962年のソ連リーグを6位で終えた。
アブドゥライモフはパフタコールのほかにスパルタク・モスクワ、CSKAモスクワ、FKヤンギイェルなどでプレーした。アブドゥライモフはグリゴリー・フェドートフ・クラブ、クラブ200・ベラドル・アブドゥライモフの会員でもある。クラブ200・ベラドル・アブドゥライモフは2001年にウズベキスタンサッカー連盟とウズベキスタンのサッカー雑誌「Nash Futbol」が主導して作成された会で、彼の功績をたたえて設立された。彼は自身のキャリアにおいて合計221ゴールを挙げた。パフタコールで358試合に出場しており、これは現在でもクラブ最多記録である。
彼の息子であるアザマト・アブドゥライモフもまたプロサッカー選手としてプレーした。

## 国際大会
1961年、彼はソビエト連邦の年代別代表チームに選出され、ルーマニア代表相手に得点を挙げた。また、1967年にはモントリオールで開催された国際大会にサッカーソビエト連邦代表オリンピックチーム (実質A代表に相当) の一員として参加し、得点を挙げている。

## 監督
アブドゥライモフは引退後パフタコールの子供向けスポーツスクールの監督から監督のキャリアを開始する。1987年、彼はパフタコールのトレーナーに就任する。1994年にはサッカーウズベキスタン代表の監督に就任、日本で開催されたアジア競技大会でウズベキスタン代表を優勝に導いた。

## 獲得タイトル

### クラブ
- パフタコール 6位: ソビエト連邦サッカーリーグ1962

### 個人タイトル
- ソビエト連邦サッカーリーグ1部 得点王: 1968, 22ゴール
- ソビエト連邦サッカーリーグ2部 得点王: 1972, 34ゴール
- クラブ200・ベラドル・アブドゥライモフ 会員: 221ゴール
- グリゴリー・フェドートフ・クラブ 会員: 106ゴール

### 監督
- アジア競技大会サッカー競技 優勝: 1994